# Derebey, Tuşba
Derebey là một xã thuộc huyện Tuşba, tỉnh Van, Thổ Nhĩ Kỳ. Dân số thời điểm năm 2011 là 587 người.